# Roberto Antonelli (filologo)
Roberto Antonelli (Roma, 6 novembre 1942) è un filologo e linguista italiano.

## Biografia

### Carriera accademica
Allievo di Aurelio Roncaglia, è stato nominato con il D.M. 338 31/07/2018 vicepresidente dell'Accademia dei Lincei di cui oggi è Presidente. È socio straniero della Académie des Inscriptions et Belles-Lettres. È professore emerito di filologia e linguistica romanza alla Sapienza - Università di Roma, dopo essere stato assistente dal 1965, associato dal 1981, ordinario dal 1985; ha insegnato anche presso l'Università degli Studi dell'Aquila. È Presidente della Società Filologica Romana dal 2010, Presidente della Société de Linguistique Romane dal 2016 e Presidente della Fondazione Primoli. È stato Presidente della «Casa delle culture» di Roma.
È stato Presidente dell’Ateneo federato delle Scienze umane, delle Arti e dell’Ambiente della  “Sapienza” Università di Roma dal 2008 al 2010; Preside della Facoltà di Scienze umanistiche dal 2004 al 2008; Direttore del Dipartimento di Studi romanzi dell'Università di Roma «Sapienza» dal 1991 al 1997 e dal 2003 al 2004. È diventato professore emerito di Filologia romanza della Sapienza e vicepresidente dell'Accademia Nazionale dei Lincei, e presidente nel 2021. Ha ricevuto il premio «Honoré Chavée» dell’Institut de France.

### Attività editoriale
È stato vicedirettore e autore di molti saggi della Letteratura Italiana Einaudi, fondatore della rivista  «Critica del Testo»,  fondatore e condirettore delle collane «Testi, studi e manuali»,  «Scritture romanze»  e  "Filologia informatica - Letteratura europea" del Dipartimento di Studi romanzi dell’Università «La Sapienza». Dirige la rivista «Studi romanzi». Ha curato (e in parte scritto) manuali e antologie come L'Europa degli scrittori: storia, centri, testi della letteratura italiana ed europea (Firenze, La nuova Italia, 2008), Il senso e le forme: storia e antologia della letteratura italiana (Firenze, La nuova Italia, 2011). Ha curato l'edizione italiana del saggio di Ernst Robert Curtius Letteratura europea e Medio Evo latino (Firenze, La nuova Italia, 1993; ristampato più volte). Come filologo ha curato per I Meridiani l'edizione critica con commento delle Rime di Giacomo da Lentini (Milano Mondadori, 2008). Dirige la collana Biblioteca di Studi romanzi della Casa editrice Viella.

## Principali pubblicazioni
- Seminario romanzo, Roma, Bulzoni, 1979
- Repertorio metrico della scuola poetica siciliana, Palermo, Centro di studi filologici e linguistici siciliani, 1984
- I magazzini della memoria, Firenze, Sanzanobi, 2000
- Dante e le origini dell'intellettuale moderno, Roma, Bagatto, 2011